# لوی اریکسون
لوی اریکسون (انگلیسی: Loui Eriksson؛ زادهٔ ۱۷ ژوئیهٔ ۱۹۸۵) بازیکن هاکی روی یخ اهل سوئد است.